# 斯帕蘭 (伊利諾伊州)
斯帕蘭（英語：Sparland）是位於美國伊利諾伊州馬歇爾縣的一個村落。

## 地理
斯帕蘭的座標為41°01′47″N 89°26′22″W / 41.02972°N 89.43944°W，而該地最高點為海拔高度143米（即469英尺）。

## 人口
根據2010年美國人口普查的數據，斯帕蘭的面積為1.48平方千米，當中陸地面積為1.48平方千米，而水域面積為0.00平方千米。當地共有人口406人，而人口密度為每平方千米274人。